# Aligia californica
Aligia californica är en insektsart som beskrevs av Van Duzee 1925. Aligia californica ingår i släktet Aligia och familjen dvärgstritar. Inga underarter finns listade i Catalogue of Life.